# Backless
Backless är ett bluesrock-album av Eric Clapton, utgivet 1978. Skivan släpptes strax efter Claptons förra skiva Slowhand som var en dundersuccé. "Promises" var den största hiten från albumet.

## Låtlista
1. "Walk Out in the Rain" (Bob Dylan/Helena Springs) - 4:16
2. "Watch Out for Lucy" (Eric Clapton) - 3:26
3. "I'll Make Love to You Anytime" (J.J. Cale) - 3:23
4. "Roll It" (Eric Clapton/Marcy Levy) - 3:42
5. "Tell Me That You Love Me" (Eric Clapton) – 3:31
6. "If I Don't Be There By Morning" (Bob Dylan/Helena Springs) - 4:38
7. "Early in the Morning" (traditionell) - 7:58
8. "Promises" (Richard Feldman/Roger Linn) - 3:04
9. "Golden Ring" (Eric Clapton) - 3:32
10. "Tulsa Time" (Danny Flowers) - 3:28

## Singlar
- 1978 - "Promises" (USA & UK)
- 1979 - "Promises"
- 1979 - "Whatch Out for Lucy"
- 1979 - "Walk Out in the Rain"
- 1980 - "Tulsa Time"

## Medverkande
- Eric Clapton - gitarr, sång
- Dick Sims - keyboard
- Marcy Levy - sång
- George Terry - gitarr
- Carl Radle - elbas, sång
- Jamie Oldaker - trummor, percussion, sång

Andra medverkande:
- Benny Gallagher - sång på "Golden Ring"
- Graham Lyle -  sång på "Golden Ring"